# Agulles de Travessani
Les Agulles de Travessani, la més alta de 2.733,0 metres d'altura, són un conjunt de roques agudes, d'aquí el nom d'agulles, que es troben en el terme municipal de la Vall de Boí (Alta Ribagorça), i dins del Parc Nacional d'Aigüestortes i Estany de Sant Maurici.
«Travessani deriva del basc "ata-be-atz-andi", la gran penya sota el port (referint-se al port de Colomers), o bé de "arte-baso-andi", entre grans precipicis».
Es tracta d'una successió de dents de granit: 2536'3, 2588'2, 2599'1, 2636'3, 2659'0, 2684'1 i 2.733'0 metres, que s'aixequen sobtadament conformant la carena que, en direcció nord-nord-est, separa l'oriental Vall de Colieto de la Capçalera de Caldes. Estan situades sobre l'Estany de Travessani, al sud del Pic de Travessani (2754,7 m), que podria ser considerat com la darrera agulla i punt culminant. La proximitat del Refugi Joan Ventosa i Calvell fa que sigui un lloc molt visitat pels practicants de l'escalada.
«La primera ascensió a les crestes meridionals la realitzà en 1919 W.Illges del CEC; les agulles superiors foren superades per primera vegada per A.Oliveras, I.Folch i I.Bultó, del CEC, en 1926».